# Adolf (Oldenburg-Delmenhorst)
Adolf (Alf) von Oldenburg und Delmenhorst (* 1458; † 17. Februar 1500 bei Hemmingstedt) war von 1482 bis 1500 Graf von Oldenburg aus dem gleichnamigen Hause.

## Leben
Adolf war der dritte Sohn des Grafen Gerhard (Gerd) von Oldenburg (1430–1500) und dessen Ehefrau Adelheid von Tecklenburg, der Tochter von Otto VII. von Tecklenburg-Schwerin. Da seine beiden älteren Brüder früh verstarben, war er ab 1470 der älteste Sohn.
Nach dem Regierungsverzicht des Vaters 1482 übte Adolf nominell gemeinsam mit seinen Brüdern Johann V. (1460–1526) und Christian die oldenburgischen Landesherrschaft aus. Während einer noch von dem Vater ererbten Fehde Oldenburgs mit Ostfriesland geriet er im November 1483 in ostfriesische Gefangenschaft. Seine Auslösung für 3500 Gulden fiel mit dem Friedensschluss vom 28. Oktober 1486 zusammen. In der Folgezeit blieb Adolf politisch im Hintergrund. Nach der Oldenburgischen Chronik des Hermann Hamelmann begnügte er sich mit der Burg Burgforde und ihren Einkünften und der „Burg bei der Jade“ (Vri-Jade).
Wohl mehr zur persönlichen Bereicherung beteiligte sich Adolf an mehreren Kriegszügen, so zuletzt, gemeinsam mit seinem jüngeren Bruder Otto, Domherr zu Bremen von 1498 bis 1499, am unglücklichen Feldzug des Herzogs Magnus von Sachsen-Lauenburg gegen die Wurster Friesen Ende 1499. Unmittelbar darauf nahm er am Eroberungszug König Johanns I. von Dänemark gegen die Bauernrepublik Dithmarschen teil. In der für das dänische Heer und die im dänischen Sold kämpfenden Söldnern der Schwarzen Garde katastrophalen Schlacht bei Hemmingstedt am 17. Februar 1500 wurden Adolf ebenso wie auch sein Bruder Otto getötet.
Nach seinem Tod konnte Adolfs Bruder Johann V. die Grafschaft Oldenburg auch formal allein regieren.